# オルナンの埋葬
『オルナンの埋葬』（オルナンのまいそう、フランス語: Un enterrement à Ornans）は、ギュスターヴ・クールベが1849年から1850年にかけて制作した油彩画であり、19世紀のフランス美術にとって大きな転換点となった作品のひとつ。この作品は、1848年9月に画家の故郷である小さな町オルナンで、彼の大おじが埋葬されたときの様子を記録したものである。本作は、普通の田舎の葬儀の様子を、生々しく写実主義的に扱っており、50人ほどの人物が、伝統的には英雄の場面や宗教的場面が描かれる歴史画のような巨大な画面に描かれている。1850年から1851年にかけてのサロン・ド・パリに出品された本作は、「爆発的な反応」を生み出しクールベはたちまち時の人となった。本作は現在、フランス、パリのオルセー美術館で展示されている。

## 来歴
サロンでは、クールベの作品『石割人夫 (Les Casseurs de pierres)』、『市場から戻ったフラジェイの農民 (Les paysans de Flagey revenant de la foire)』とともに、『オルナンの埋葬』が大評判となった。本作では、実際に葬儀に出席した人々がモデルとして用いられていた。それまで、モデルたちは歴史的物語を演じる俳優として使われてきたが、本作についてクールベは「埋葬に立ち会った当人たちを描いた、町中のみんなをだ」と述べた。その結果は、オルナンにおけるこうした人々の姿、その生活の、写実的表現となった。
賞賛と激烈な非難の両論を批評家たちからも民衆からも受けた本作は、縦10フィート、横22フィート（6.68m × 3.15m）の巨大な作品である。美術史家サラ・ファウンス (Sarah Faunce) によれば、「パリでは、『埋葬』は、まるで優雅な宴会に汚れた長靴で入ってくるような、歴史画の偉大な伝統に乱入する作品だと判断されたが、この伝統の立場からすれば、もちろんこのような作品はそれまで欠けていた部分をあらわにするものであった」という。また本作には、風俗画に求められていた感傷的な修辞的表現は欠落している。クールベの描く参列者たちは、悲しみを劇場のような表現の身振りに出していないし、彼らの表情は、高貴に描かれるわけでもなく、むしろ戯画的に見える。批評家たちは、クールベが意図して醜さを追求したと非難した。最終的に民衆はこの新しい写実的アプローチにますます関心を寄せるようになり、ロマン主義的な豪華で退廃的なファンタジーは、人気を失っていった。画家本人は、本作の重要性をよく認識していた。クールベは、「『オルナンの埋葬』は、実際のところ、ロマン主義の埋葬であった」と述べた。本作はまた、17世紀以来フランス美術を支配していたジャンルのヒエラルキーの埋葬であったとも言えるだろう。
1848年革命の直後であった制作当時、熱烈な共和主義者であったクールベは、無名の田舎の人物の死が歴史画として成立するという主張を込めて本作を描いた。しかし後に、クールべの政治的見解は変化し、1873年には彼は本作についての評価を変えて「何の価値もない」と述べた。

## 同時代の批評
『オルナンの埋葬』は1850年のサロンで発表されたが、どこにでもあるような「逸話」をこれほど真剣に取り上げたこの大作は、批評家たちの怒りを買った。このようなパノラマ形式は、それまでもっぱら、大規模な歴史的、神話的または宗教的な場面を描くためのものとされていた。ジャンルのヒエラルキーに対して本作が提起した疑問は、批評家に衝撃を与えた。ほとんどの批評家たちにとって、クールベの絵画は「社会主義」芸術に似たものと受け止められた。
反応は暴力的なものだった。「これほどひどく人物たちを描くことが可能なのか？ (Est-il possible de peindre des gens si affreux ?)」とオノレ・ドーミエは作中の町の人々の描写について述べた。批評家たちは、描かれた人物を「嫌悪感を呼び、笑いを引き起こす卑劣な戯画 (d'ignobles caricatures inspirant le dégoût et provoquant le rire)」と表現した。例えば、デュ・ペイ (Du Pays) は、クールベを「醜い、見苦しいもの、私たちの見苦しく奇妙な衣装のすべての細部に向けられた愛が、大真面目に取られている (un amour du laid endimanché, toutes les trivialités de notre costume disgracieux et ridicule, prises au sérieux)」と非難した。ポール・マンツは、「『埋葬』は近代史の中で、写実主義のヘラクレスの柱になるだろう (l’Enterrement sera dans l'histoire moderne les Colonnes d'Hercule du Réalisme)」と断言した。本作は、非難の声が広まったため、1855年の万国博覧会での展示が拒まれた。そこでクールベは、資金を調達してモンテーニュ通りの向かい側に自分のパビリオンを設け、写実主義を主張する彼の絵画の40点を展示したのであった。